# Xindu, Fujian
Xindu (kinesiska: 新度) är en köping i sydöstra Kina. Den ligger i stadsdistriktet Licheng i staden Putian i provinsen Fujian, omkring 80 kilometer söder om provinshuvudstaden Fuzhou. Antalet invånare är 85 341. Befolkningen består av 42 624 kvinnor och 42 717 män. Barn under 15 år utgör 17,0 %, vuxna 15-64 år 74 %, och äldre över 65 år 8,0 %.